# Morelos (Michoacán)
Morelos es una localidad mexicana situada en el estado de Michoacán, dentro del municipio de Morelia. La localidad pertenece a la región III (Cuitzeo) del estado de Michoacán.

## Toponimia
Morelos debe su nombre al ilustre michoacano, el «Siervo de la Nación» don José María Morelos y Pavón, oriundo de la ciudad de Morelia con la cual se encuentran conurbadas.

## Historia
La tenencia Morelos fue fundada en 1925 y antiguamente perteneciente a la Hacienda San José de las Huertas, fue separada por mandato presidencial de Plutarco Elías Calles para que los campesinos que trabajaban en dicha hacienda hicieran sus viviendas. En la actualidad es una localidad que cuenta con todos los servicios y se encuentra totalmente urbanizada derivado de su conurbación con la ciudad de Morelia.

## Geografía
Morelos se ubica en el centro-este del municipio de Morelia a una altitud de 1950 metros sobre el nivel del mar. Limita al norte con la ciudad de Morelia y al suroeste con la localidad de Cointzio y la presa de Cointzio. 

## Demografía
De acuerdo con el Censo de Población y Vivienda realizado en 2020 por el Instituto Nacional de Estadística y Geografía (INEGI), la localidad de Morelos tenía un total de 15 054 habitantes, siendo 7806 mujeres y 7248 hombres. En Morelos había alrededor de 3959 viviendas particulares habitadas. El número promedio de personas por vivienda particular habitada es de 3.79, mientras que el promedio de ocupantes por cuarto es de 0.88. Es por su población la 33.ª localidad más poblada de Michoacán, además de ser la 2.ª tenencia más poblada del estado de Michoacán, solo por debajo de Las Guacamayas, ubicada en el municipio de Lázaro Cárdenas, y la 3.ª localidad más poblada que no es cabecera municipal. Supera en población a 82 de las 113 cabeceras municipales del estado y se espera que cada año siga superando a más, debido a su constante crecimiento al contrario de cabeceras municipales que aumentan muy lento su población derivado de la emigración.

### Población de Morelos 1940-2020[7]
| Gráfica de evolución demográfica de Morelos entre 1940 y 2020                                     |
|                                                                                                   |
| Población de los censos del Instituto Nacional de Estadística y Geografía (INEGI) de 1900 a 2020. |